# A Brand
A Brand là một nhóm nhạc rock Bỉ có sự tham gia của Dag Taeldeman, hoạt động cho đến năm 2013. Các bản hit của nhóm bao gồm "Riding Your Ghost", "Hammerhead", "Beauty Booty Killerqueen" và "Time".

## Lịch sử
A Brand đã thu âm album đầu tiên của họ, 45 RPM, trong một ga ra vào năm 2004. "Riding Your Ghost" trở thành đĩa đơn đầu tiên của họ trên đài phát thanh.
Năm 2005, họ biểu diễn trong các lễ hội âm nhạc ở Bỉ, bao gồm Dour, Zeverrock và Ackerrock; và một số khác vào năm 2006, bao gồm Rock Werchter và Pukkelpop. Trong cùng năm đó, họ cũng phát hành album thứ hai Hammerhead, và ghi được những hit nhỏ với "Hammerhead", "Beauty Booty Killerqueen" và "A Perfect Habitat For Foxes".
Vào mùa hè năm 2008 A Brand phát hành album thứ ba Judas.
Năm 2011, họ phát hành album thứ tư, Future you. Album có các đĩa đơn "What's take you", "The Mud" và "For blood". Một năm sau, họ phát hành một CD đôi. Đĩa đầu tiên chứa tất cả mười bốn đĩa đơn đã phát hành của họ, bao gồm hai bài hát mới có tên "Christine" và "Humanoid", và bản cover "Thunderstruck" của AC/DC. Đĩa thứ hai chứa "Grammar", một bản tổng hợp các bài hát nổi tiếng nhất của họ kéo dài một giờ, được thu âm trực tiếp tại Ancienneosystemque ở Brussels vào năm 2012.

## Đội hình
- Dag Taeldeman: giọng hát, guitar
- Frederik Heuvinck: giọng hát, trống
- Frederik De Lepeleere: giọng hát, bass
- Tim Bekaert: giọng hát, guitar
- Tom Vermeir: giọng hát, guitar

## Danh sách đĩa nhạc

### Album phòng thu
- 45 RPM (2004)
- Hammerhead (2006)
- Judas (2008)
- Future You (2011)
- A Brand: the singles (2012)

### Đĩa đơn
- Riding Your Ghost (2004)
- I Do As I Please (2005)
- Hammerhead (2006)
- Beauty Booty Killerqueen (2006)
- A Perfect Habitat For Foxes (2006)
- Time (2008)
- The Bubbles (2008)
- Mad Love, Sweet Love (2009)
- The Mud (2011)
- What's Taking you(2011)